# یوسف برک
یوسف برک (زادهٔ ۲ فوریهٔ ۱۹۸۴) بازیکن فوتبال بازنشسته زاده افغانستان و مقیم آلمان است.
از باشگاه‌هایی که در آن بازی کرده‌است می‌توان به باشگاه فوتبال پادربورن اشاره کرد.
وی همچنین در تیم ملی فوتبال افغانستان بازی کرده‌است.